# Guido W. Imbens
Guido Wilhelmus Imbens (Geldrop, 3 settembre 1963) è un economista statunitense di origini olandesi, vincitore del premio Nobel per l'economia nel 2021 assieme ad David Card e Joshua Angrist.
Le sue ricerche riguardano l'econometria e la statistica. È titolare della cattedra di Econometria applicata in Economia presso la Stanford Graduate School of Business dell'Università di Stanford, dove insegna dal 2012,  è accreditato di avere catalizzato la "rivoluzione della credibilità" nella microeconomia empirica ed è direttore di Econometrica dal 2019.

## Biografia
Nato nel 1963 nei Paesi Bassi, da bambino Imbens era un appassionato giocatore di scacchi. In un'intervista del 2021, Imbens ha collegato la sua passione per l'econometria al suo interesse infantile per il gioco.
Al liceo Imbens conobbe il lavoro dell'economista olandese Jan Tinbergen. Influenzato dal suo lavoro, Imbens scelse di studiare econometria all'Università Erasmus di Rotterdam, dove Tinbergen aveva insegnato e istituito un programma di econometria. Imbens si è laureato in Econometria nel 1983. Successivamente ha conseguito nel 1986 un master in Economia ed Econometria presso l'Università di Hull a Kingston upon Hull, Regno Unito. Proprio nel 1986, uno dei mentori di Imbens presso l'Università di Hull, Anthony Lancaster, si trasferì alla Brown University di Providence, Rhode Island. Imbens seguì Lancaster in quella università per proseguire gli studi conseguendo un'altra laurea e dottorato di ricerca in Economia alla Brown rispettivamente nel 1989 e nel 1991. 

## Carriera
Ha poi insegnato alla Tilburg University (1989-1990), all'Università di Harvard (1990-97, 2007-12), all'Università della California a Los Angeles (UCLA) (1997-2001) e alla Università della California - Berkeley (2001-2007). È specializzato in econometria, 
è membro della Econometric Society (2001) e dell'American Academy of Arts and Sciences (2009) ed è diventato direttore di Econometrica nel 2019. Imbens è stato eletto membro straniero dell'Accademia reale olandese delle arti e delle scienze nel 2017 e membro dell'American Statistical Association nel 2020. Dal 2021 è professore di econometria applicata ed economia presso la Stanford Graduate School of Business. È anche senior fellow presso lo Stanford Institute for Economic Policy Research (SIEPR) e professore di economia presso la School of Humanities and Sciences dell'istituto.

### Econometria e lavoro sulle relazioni causali
Lavorando con altri economisti tra cui Joshua Angrist e Alan Krueger, Imbens si è concentrato sullo sviluppo di metodologie e strutture che aiutino gli economisti a utilizzare una sorta di situazioni di vita reale note come esperimenti naturali per testare ipotesi sulle relazioni causali, come l’impatto di ulteriori anni di istruzione scolastica sui guadagni. Le sue strutture per lo studio delle relazioni causali hanno trovato utilizzo in molti altri campi, comprese le scienze sociali e biomediche.  Ha fornito ai ricercatori strumenti per comprendere i limiti degli esperimenti nel mondo reale, migliorando la loro capacità di comprendere meglio gli effetti degli interventi sul campo e basati su dati sperimentali.
In una delle sue prime collaborazioni con Angrist, Imbens introdusse un concetto chiamato Local Average Treatment Effect (LATE) per trarre inferenze causali dai dati osservati. In un articolo di Econometrica del 1994 intitolato "Identificazione e stima degli effetti medi locali del trattamento", la coppia ha utilizzato l'idea di esperimenti naturali, in cui si studiano gli effetti dei cambiamenti chiave utilizzando il caso e la randomizzazione che si verificano naturalmente nel mondo reale, invece di quelli controllati. Condizioni che possono essere costose, dispendiose in termini di tempo o addirittura non etiche.  Il documento e il modello hanno avuto un impatto significativo su altri sforzi di ricerca in econometria, statistica e altri campi.
In una delle applicazioni del modello nel mondo reale che avrebbe implicazioni per i politici, Imbens ha collaborato con lo statistico Donald B. Rubin e l’economista Bruce Sacerdote per studiare l’impatto dei guadagni non guadagnati sull’offerta di lavoro. Il gruppo ha studiato le implicazioni di interventi politici come il reddito di base universale o altri programmi di assistenza salariale federale e statale sulla volontà dei cittadini di partecipare alla forza lavoro e l’eventuale impatto sull’offerta di lavoro.  Per ideare un esperimento naturale, il gruppo ha studiato i vincitori della lotteria statale del Massachusetts, dove i vincitori venivano pagati in modo incrementale per molti anni invece di un pagamento forfettario. In tal modo, il gruppo ha potuto studiare gli effetti causali del reddito garantito. Hanno scoperto che vincere alla lotteria aveva solo un piccolo impatto su quanto le persone lavoravano. I vincitori di 80.000 dollari all’anno per 20 anni hanno ridotto leggermente il loro orario di lavoro, ma i vincitori di 15.000 dollari all’anno per 20 anni non lo hanno fatto. Tra i disoccupati che hanno giocato alla lotteria, i vincitori hanno lavorato più dei non vincitori nei sei anni successivi al gioco.
Parte del lavoro di Imbens è stato riassunto in un libro del 2015 scritto in collaborazione con lo statistico americano Donald B. Rubin, Causal Inference for Statistics, Social, and Biomedical Sciences.
Intorno al 2016, lui (insieme a sua moglie Susan Athey) ha lavorato sull'utilizzo di metodi di apprendimento automatico.

### Premio Nobel per l'Economia

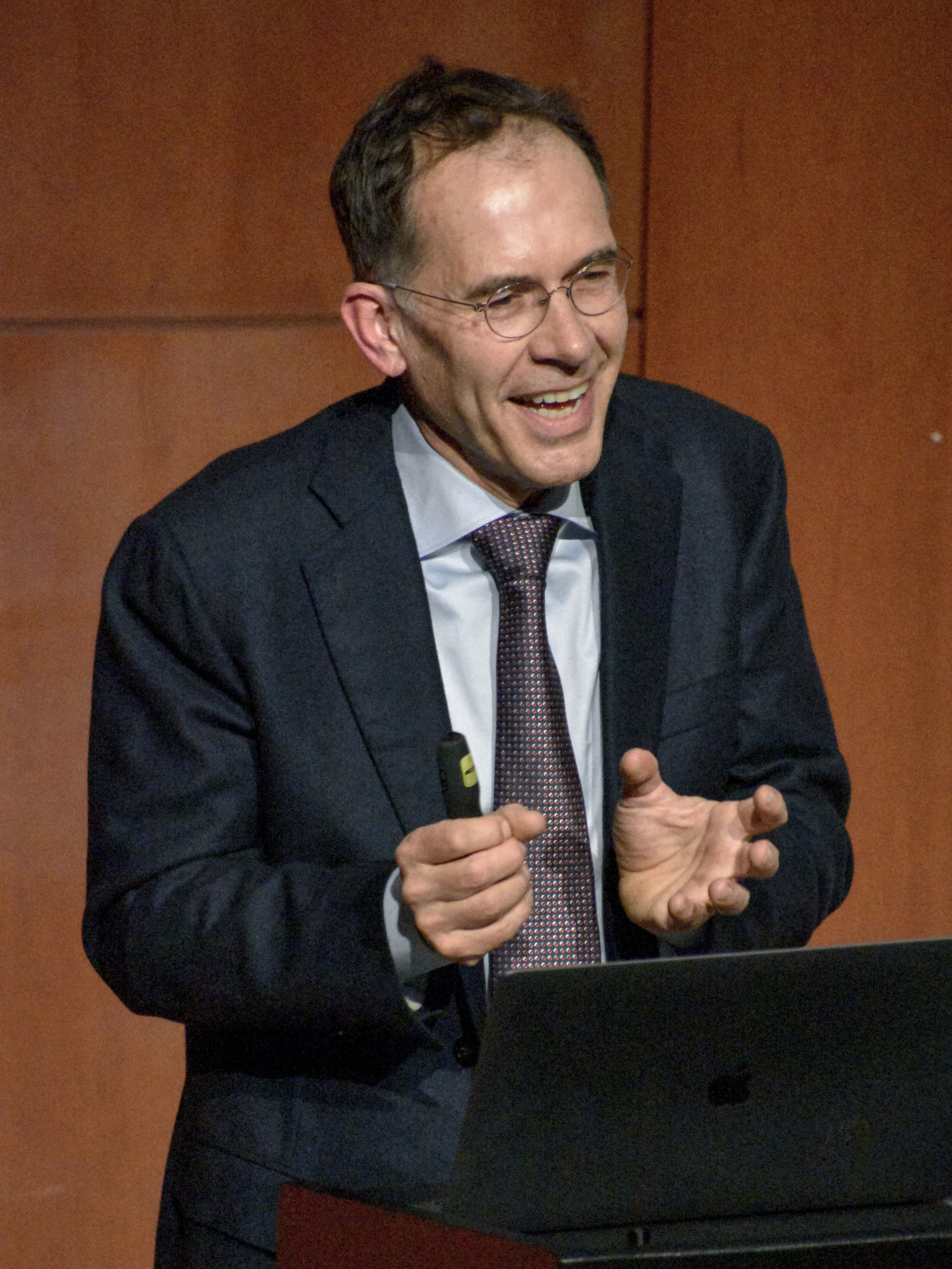
Imbens parla alla Brown University nel 2022

Imbens ha ricevuto il Premio Nobel Memorial 2021 per le scienze economiche insieme ai colleghi economisti David Card e Joshua Angrist per i loro contributi alle metodologie per l'analisi delle relazioni causali. Nel suo comunicato stampa, l'Accademia reale svedese delle scienze ha scritto che "ci hanno fornito nuove conoscenze sul mercato del lavoro e mostrato quali conclusioni su causa ed effetto possono essere tratte da esperimenti naturali. Il loro approccio si è diffuso ad altri campi e ha rivoluzionato la ricerca empirica".

## Vita privata
Imbens è sposato con la collega economista Susan Athey dal 2002. Anche Athey insegna alla Stanford Graduate School of Business dove detiene la cattedra di Economia della tecnologia.  Il testimone al matrimonio di Imbens e Athey fu Joshua Angrist, con il quale Imbens avrebbe condiviso il premio Nobel 19 anni dopo.
Ha la doppia cittadinanza negli Stati Uniti e nei Paesi Bassi.